# 下弗莱明
下弗莱明（德語：Niederer Fläming，發音：[ˈniːdəʁɐ ˈflɛːmɪŋ]）是德国勃兰登堡州泰尔托-弗莱明县的市镇，面积186.11平方千米，2023年12月31日人口为3,016人。